# ジムネジアス群島
ジムネジアス群島（カタルーニャ語: Illes Gimnèsies, [ʒimˈnɛziəs], スペイン語: Gimnesias, [ximˈne̞siäs]）は、地中海西部のバレアレス海にあるバレアレス諸島北東部にあるいくつかの島の総称。バレアレス諸島でもっとも大きなマヨルカ島と2番目に大きなメノルカ島に加えてその他の小島で構成される。

## 地理
バレアレス諸島は一般的に、マヨルカ島とメノルカ島を中心とするジムネジアス群島と、イビサ島とフォルメンテーラ島を中心とするピティウザス群島からなるとされる。ジムネジアス群島の面積は約4,300m2であり、2014年時点の人口は約96万人。ジムネジアス群島の最大都市はマヨルカ島のパルマ・デ・マヨルカである。2013年のパルマ・デ・マヨルカの人口は398,162人であり、カナリア諸島などを含めたスペインの島嶼部でもっとも人口の多い自治体である。

### 島嶼
- マヨルカ島（3,640 km2） : 2010年の人口は869,067人。
- メノルカ島（695 km2） : 2010年の人口は94,383人。
- カブレラ島（15.69 km2） : マリョルカ島南東沖にある無人島。
- ドラゴネーラ島（2.88 km2） : マリョルカ島南西沖にある無人島。
- クロン島（スペイン語版）（0.58 km2） : メノルカ島東沖にある無人島。
- アイレ島（0.34 km2） : メノルカ島南東沖にある無人島。
- レイ島（スペイン語版）（0.44 km2） : メノルカ島のマオー＝マオン港内にある無人島。
- リャツァレット島(Isla de Llatzeret) : メノルカ島のマオー＝マオン港内にある無人島。

## 名称
ジムネジアス群島という用語は、ギリシャ語のγυμνήτεに由来する「Gymnesian」（裸の）という単語に由来する。古代ギリシャ人は投石器を扱う傭兵としてジムネジアス群島人を雇用した。一部の研究者によると、「Gymnesian」とはジムネジアス群島人が裸で戦っていたことを意味するわけではないが、彼らは重装歩兵よりも遥かに軽い装備を使用していたという。
後のフェニキア人はマヨルカ島とメノルカ島の2島をBaliaridesと言及した。ローマ時代にはジムネジアス群島とピティウザス群島全体が古代ローマの支配下に入り、ふたつの群島をあわせてラテン語のInsulae BaliaresまたはBaleares Insulaeという名称を得た。今日のバレアレス諸島という名称はこのラテン語名称に由来する。

## 文献
- ストラボン『地理誌』3巻第2章
- Belenguer, E. Història de les illes Balears. Barcelona: Edicions 62, 2004. 525 p. ISBN 84-297-5506-3 (volume I)